# Bert Swart (rechtsgeleerde)
Bert Swart (Heerhugowaard, 9 maart 1941 - Amsterdam, 17 februari 2011) was een Nederlands rechtsgeleerde. Hij maakte een loopbaan als hoogleraar strafrecht en was ernaast vanaf 1994 rechter van het Gerechtshof Amsterdam. Van 2003 tot 2006 was hij rechter van het Joegoslaviëtribunaal en van 2007 tot 2011 van het Libanontribunaal.

## Levensloop
Swart studeerde van 1959 tot 1964 rechten aan de Katholieke Universiteit Nijmegen en van 1964 tot 1965 aan de Universiteit van Poitiers.
Vanaf 1965 onderwees hij strafrecht aan de Universiteit van Amsterdam (UvA), aanvankelijk als universitair docent en vanaf 1972 universitair hoofddocent. Vervolgens was hij van 1980 tot 1996 hoogleraar strafrecht en strafrechtproces aan de Universiteit Utrecht. Aansluitend bekleedde hij de Van Hamel-leerstoel voor internationaal strafrecht van de UvA.
Hij was lid van de Koninklijke Nederlandse Akademie van Wetenschappen sinds 1994 en verder lid van de Association Internationale de Droit Pénal, het redactiebestuur van het Journal of International Criminal Justice en verschillende Nederlandse en internationale commissies. Ook werkte hij bijvoorbeeld mee aan de voorbereidingen op de totstandkoming van het Internationale Strafhof. Hij bracht een groot aantal publicaties voort waarvan er tientallen in andere talen verschenen.
Naast zijn functie als hoogleraar, werd Swart in 1996 benoemd tot rechter voor strafrechtzaken voor het Gerechtshof Amsterdam. Daarna werd hij op 1 december 2003 beëdigd als rechter ad litem van het Joegoslaviëtribunaal. Hier werd hij een van de rechters in de zaak tegen Enver Hadžihasanović en Amir Kubura. Deze Bosnische legerofficieren werden in 2006 veroordeeld tot respectievelijk vijf en tweeënhalf jaar gevangenisstraf.
Vanaf 2007 was hij rechter voor het Libanontribunaal in Leidschendam. Hier trad hij in januari 2011 als rechter-president terug om gezondheidsredenen. Hij overleed een maand later in Amsterdam.

## Werk (selectie)
- 1973: Politiek Delikt en Asiel, ISBN 9789026807251
- 1975: Internationaal strafrecht, met Ch.J Enschedé, ISBN 9789060420546
- 1976: Het Europees verdrag ter bescherming van de rechten van de mens, met Seminarium Van Hamel, ISBN 9789060420720
- 1978: De Toelating en Uitzetting van Vreemdelingen, ISBN 9789026809637
- 1996: De Berechting van Internationale Misdrijven, ISBN  9789038705064
- 2011: The legacy of the International Criminal Tribunal for the Former Yugoslavia, met Alexander Zahar en Göran Sluiter, ISBN 9780199573417